# Автомобільна промисловість у Югославії
Автомобільна промисловість Югославії — галузь економіки Югославії.

## Огляд

### Соціалістична республіка Боснія і Герцеговина

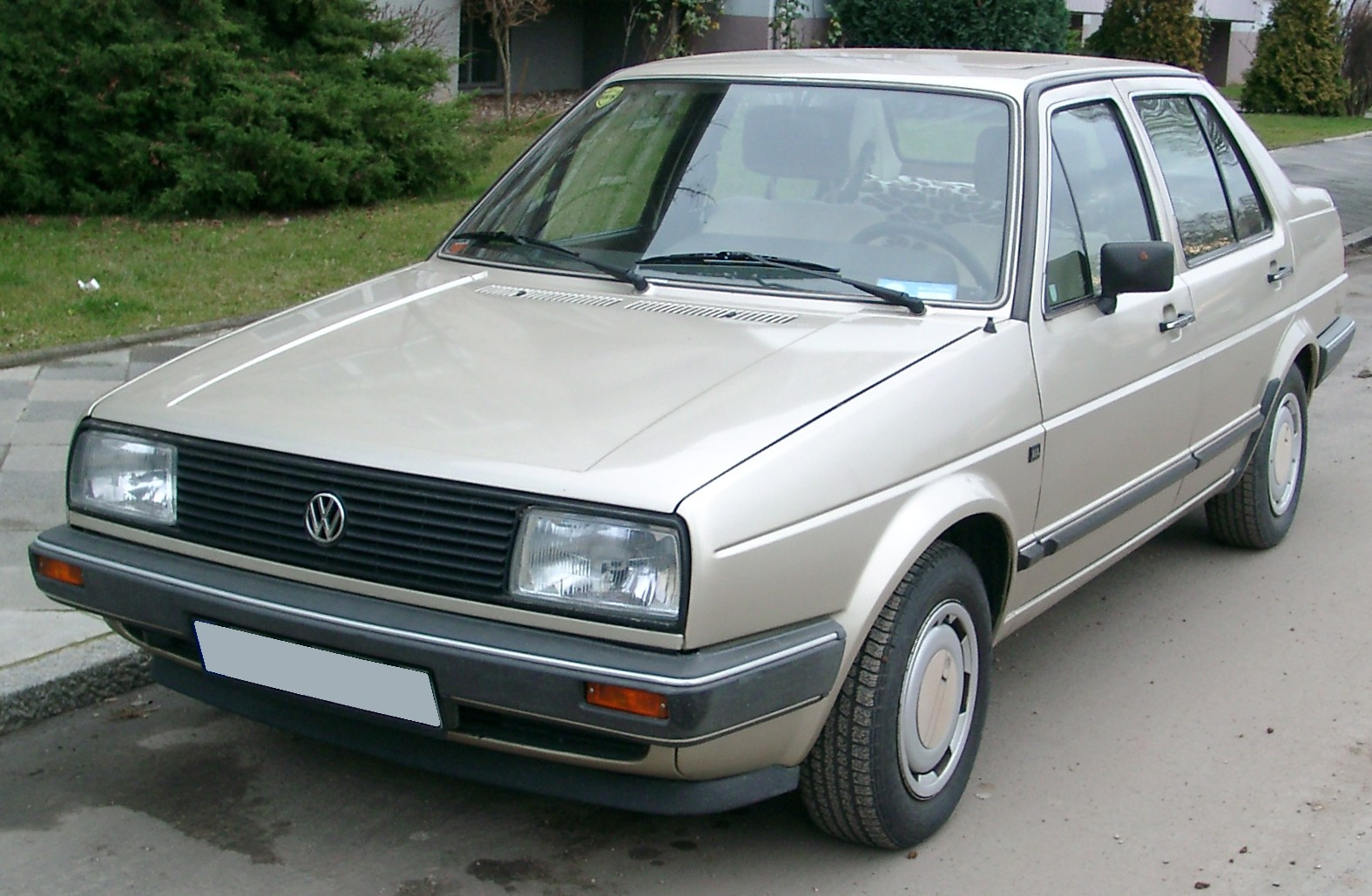
Volkswagen Jetta I (Volkswagen Sarajevo)

Preduzeće Tito Sarajevo (Pretis, також NSU-Pretis) — колишня югославська машинобудівна компанія, розташована в місті Вогошца, Боснія і Герцеговина. Заснований в 1948 році в місті Вогошца поблизу Сараєво збройовий завод, в 1963 почав ліцензійний випуск мотоциклів (NSU Maxi) і моторолерів (Maxi III і Maxi V) фірми NSU Motorenwerke, а пізніше приступив і до виробництва автомобілів NSU Prinz під марками Pretis і NSU- Pretis.
У 1967 Pretis об'єднався з трьома іншими виробниками зброї в холдинг UNIS, що заснував разом з Volkswagen AG в 1972 році автобудівної підприємство Tvornica Automobila Sarajevo (TAS).
Tvornica Automobila Sarajevo, коротко TAS, був виробником автомобілів з міста Вогошца, Боснія і Герцеговина. Спадкоємицею компанії є Volkswagen Sarajevo.

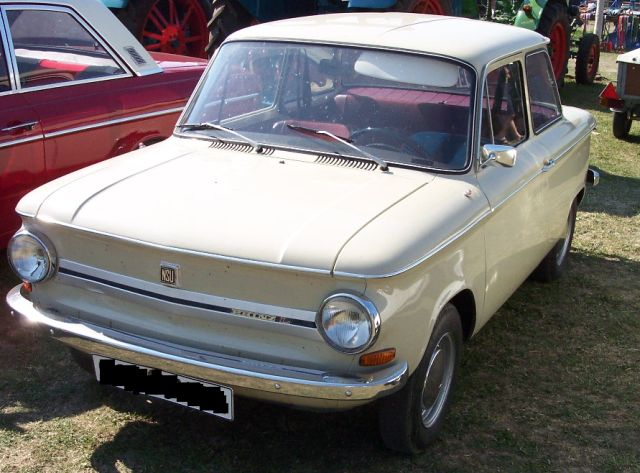
NSU Prinz 4 (Pretis)
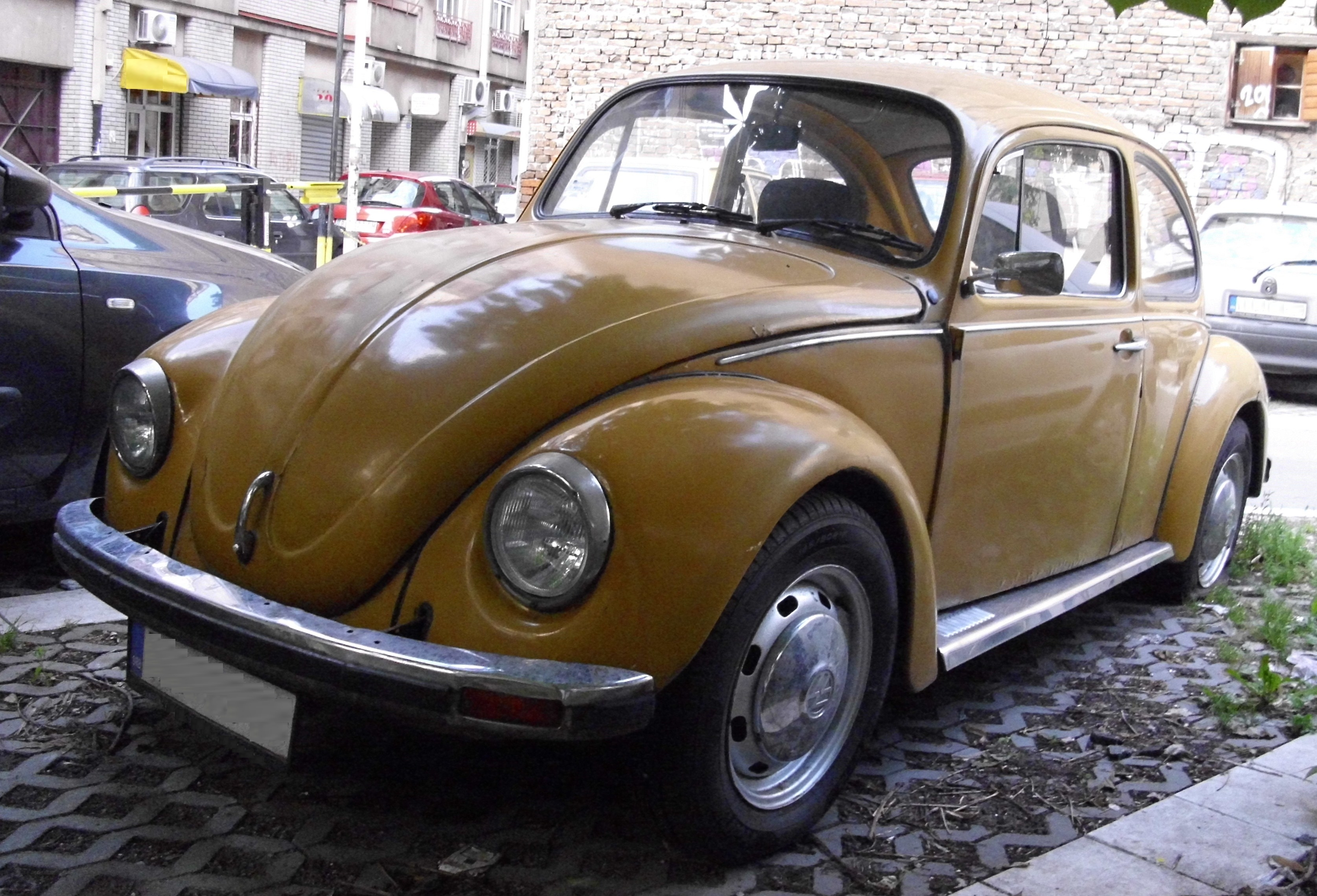
Volkswagen 1200 J (TAS)
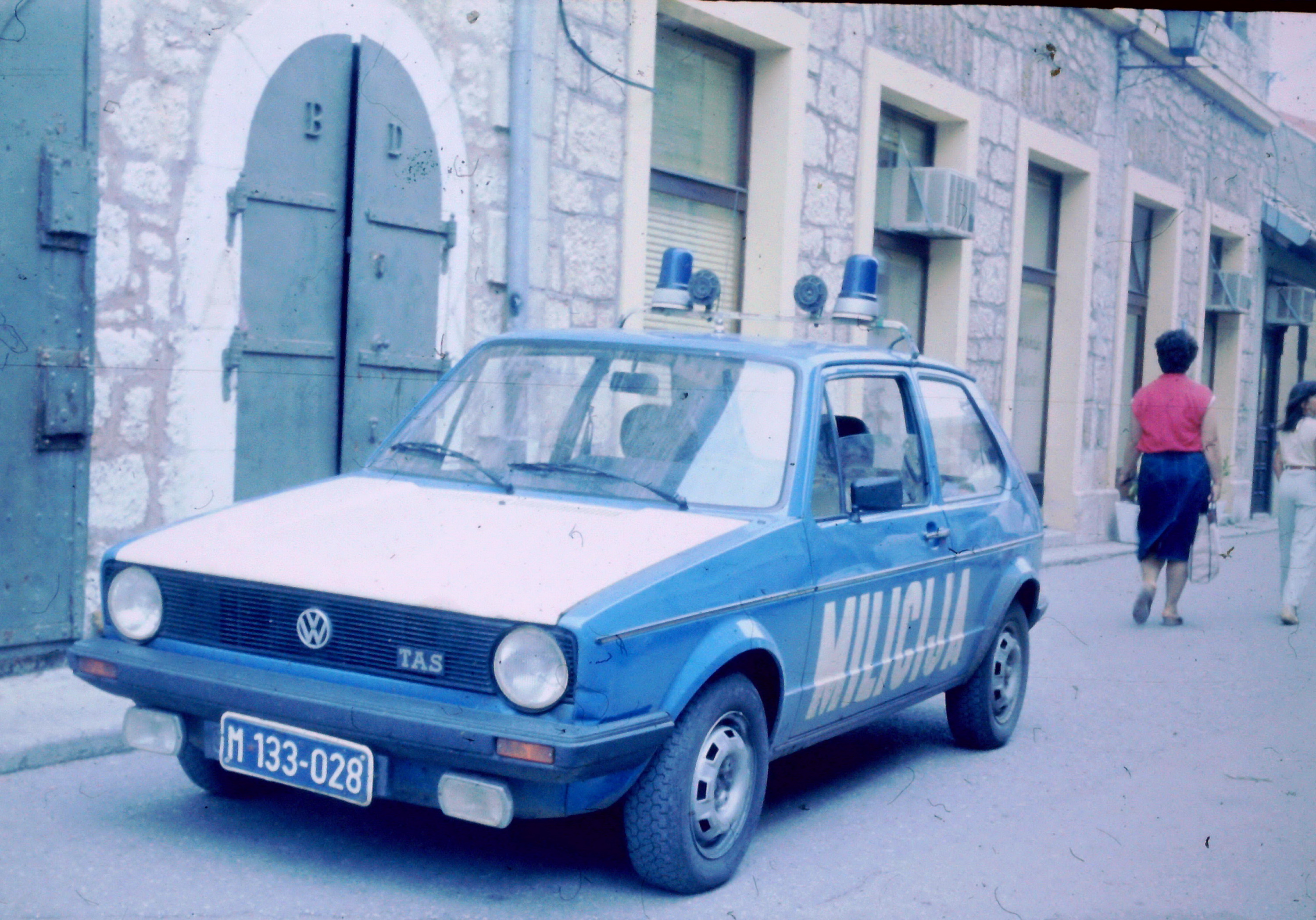
Volkswagen Golf Mk1 (TAS)
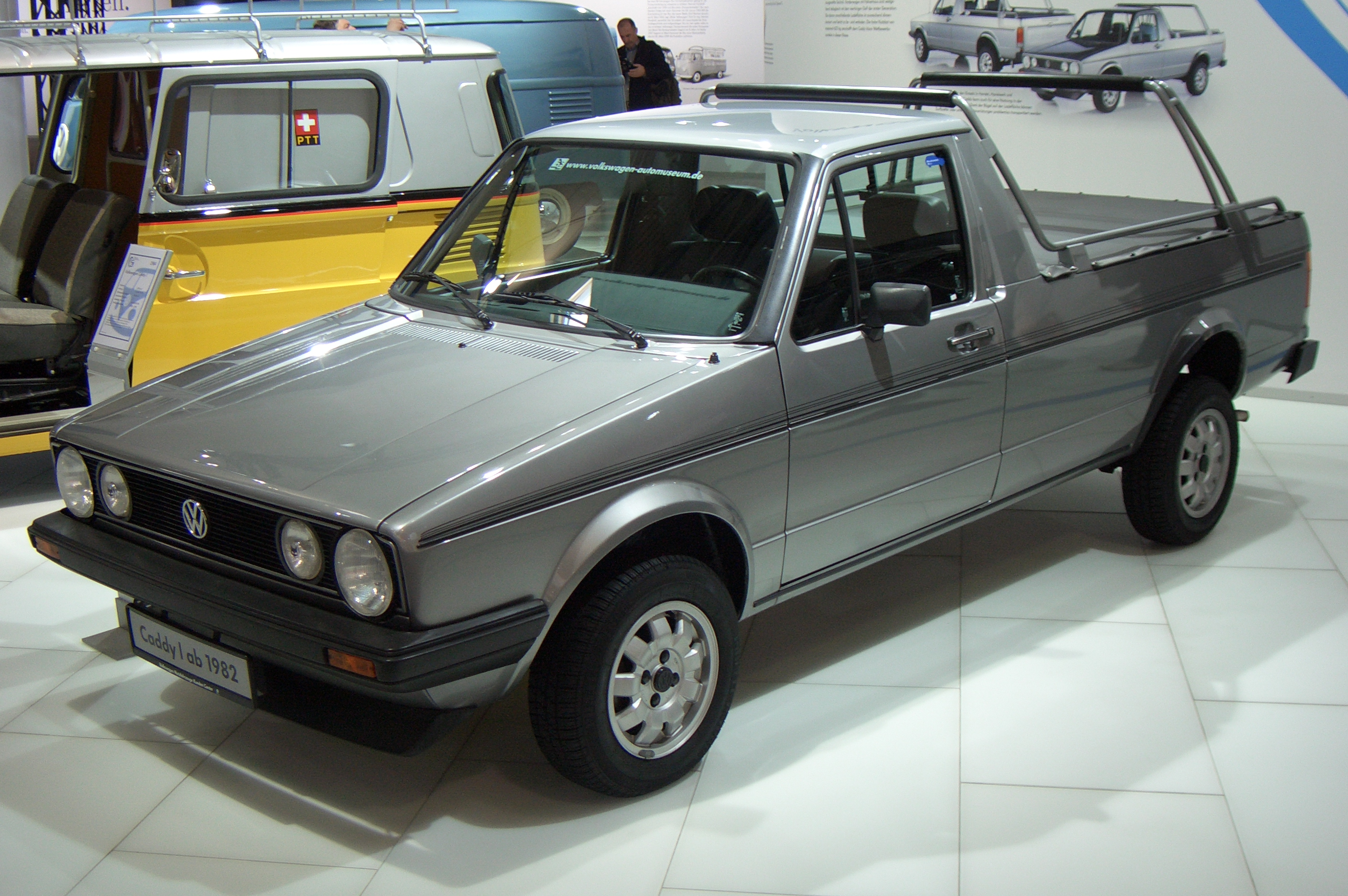
Volkswagen Caddy (TAS)

### Соціалістична республіка Македонія

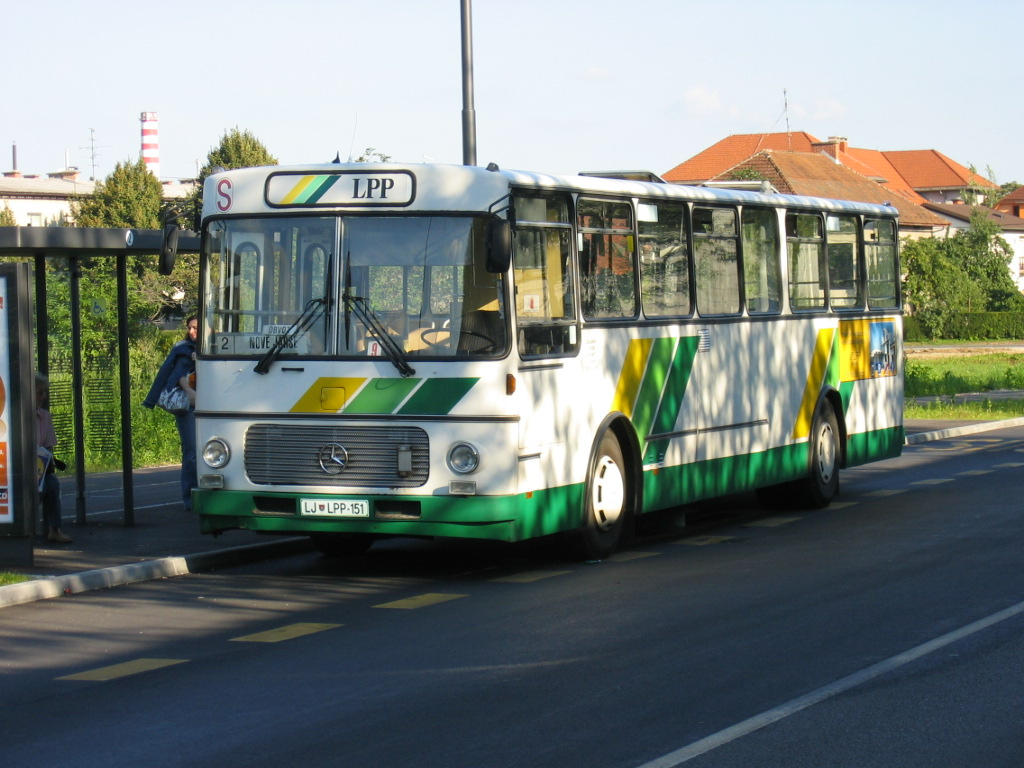
Sanos S 115

Компанія Sanos виникла в 1946 як державний заклад під назвою «Fabrika za avtobusi Skoplje» (FAS), хоча виробничі потужності існували вже у 1930 році та налічували 30 працівників. Автобуси підприємства «Sanos» вироблялися за ліцензією «Daimler–Benz AG» та базувалися на моделях «Mercedes O317K», «Mercedes O302» та «Mercedes O303». У 1970—1980-х розпочався експорт автобусів «Sanos» за кордон. У 1967 «Sanos» почала співпрацювати з польською компанією «Autosan», унаслідок цього було вироблено 15 прототипів моделі «Sanos A9». Перед цим компанія в співпраці з чехословацьким підприємством «Škoda» випустила моделі тролейбусів «115Tr» (одинарний) та «200Tr» (подвійний). У виробництві автобусів «Sanos» були задіяні три компанії — «Fabrika Automobila Priboj» (FAP), що виробляла задні мости, системи приводів та гальмування; «Famos» (Сараєво), що продукувала двигуни та коробки передач, та фабрика у Скоп′є, що здійснювала остаточне монтування автобусів. Усі три компанії, а також «TAZ» («Tvornica Autobusa Zagreb»), що виробляла автобуси «Dubrava», були об'єднані в підприємство «FAP Famos Beograd». Автобуси «Sanos» вироблялися з розташованими в задній частині моторами, тоді як в автобусах «Dubrava» мотор, залежно від моделі, знаходився або спереду, або ззаду. Обидві марки автобусів мали подібний тип кузова, відрізняючись лише його передньою частиною. Спереду розміщувався напис «Sanos», над яким розміщувався логотип у вигляді горизонтально розташованої стрілки компасу, що належить компанії «FAP». У 1991 році Македонія оголосила незалежність, що ускладнило ситуацію на виробництві. У 2001 році випуск автобусів був припинений, однак уже 2004 року фабрику викупило підприємство «Unitires», після чого виробництво автобусів «Sanos» було відновлено.

### Соціалістична республіка Сербія

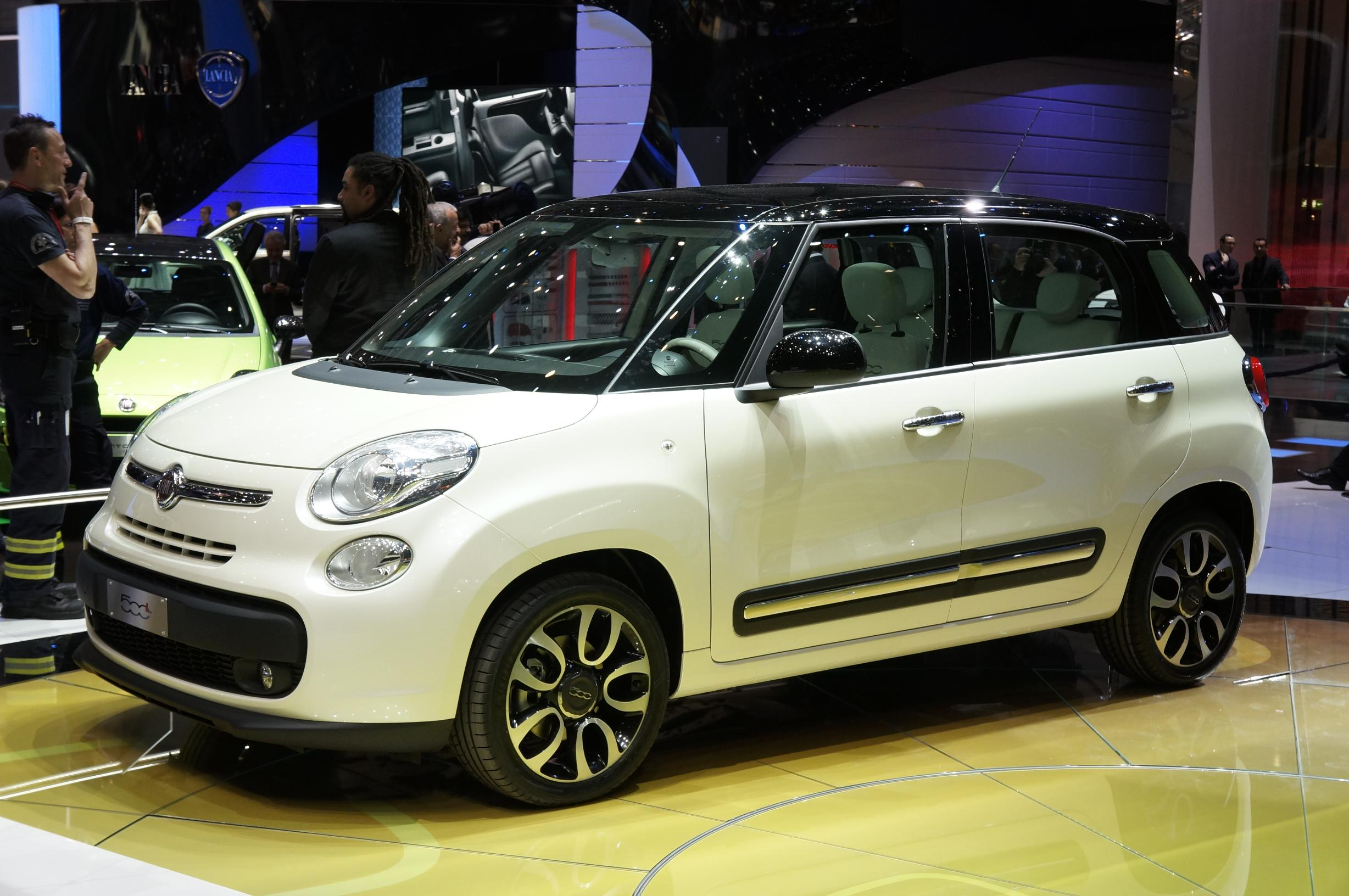
Fiat 500L (Fiat Automobili Srbija)

Сербська автомобільна промисловість існує вже протягом більш ніж 70 років, сягає часів Югославії, коли в місті Крагуєвац в 1939 році була заснована промислова компанія Zastava, яка виготовляла різні моделі автомобілів за ліцензією Fiat.
IDA-Opel був автовиробником в сісті Кікінда, який випускав моделі Opel на умовах ліцензії в період з 1977 по 1992 рік.
Fabrika automobila Priboj (FAP) — сербський виробник вантажних автомобілів та автобусів, що розташований в місті Прибой.

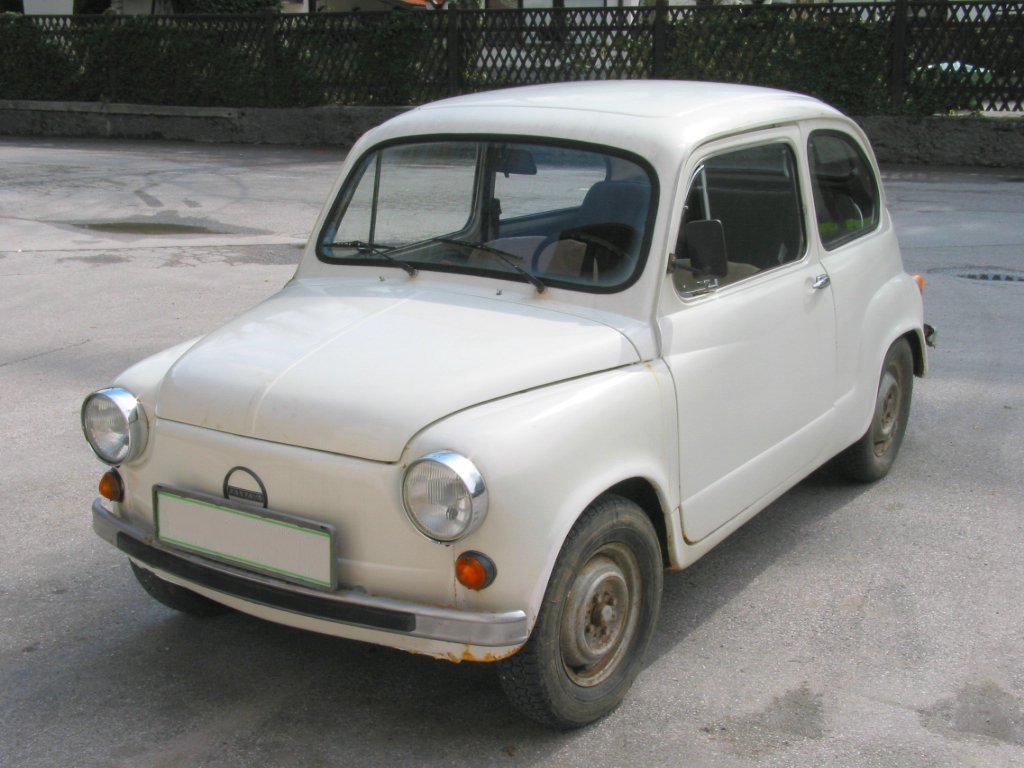
Zastava 750
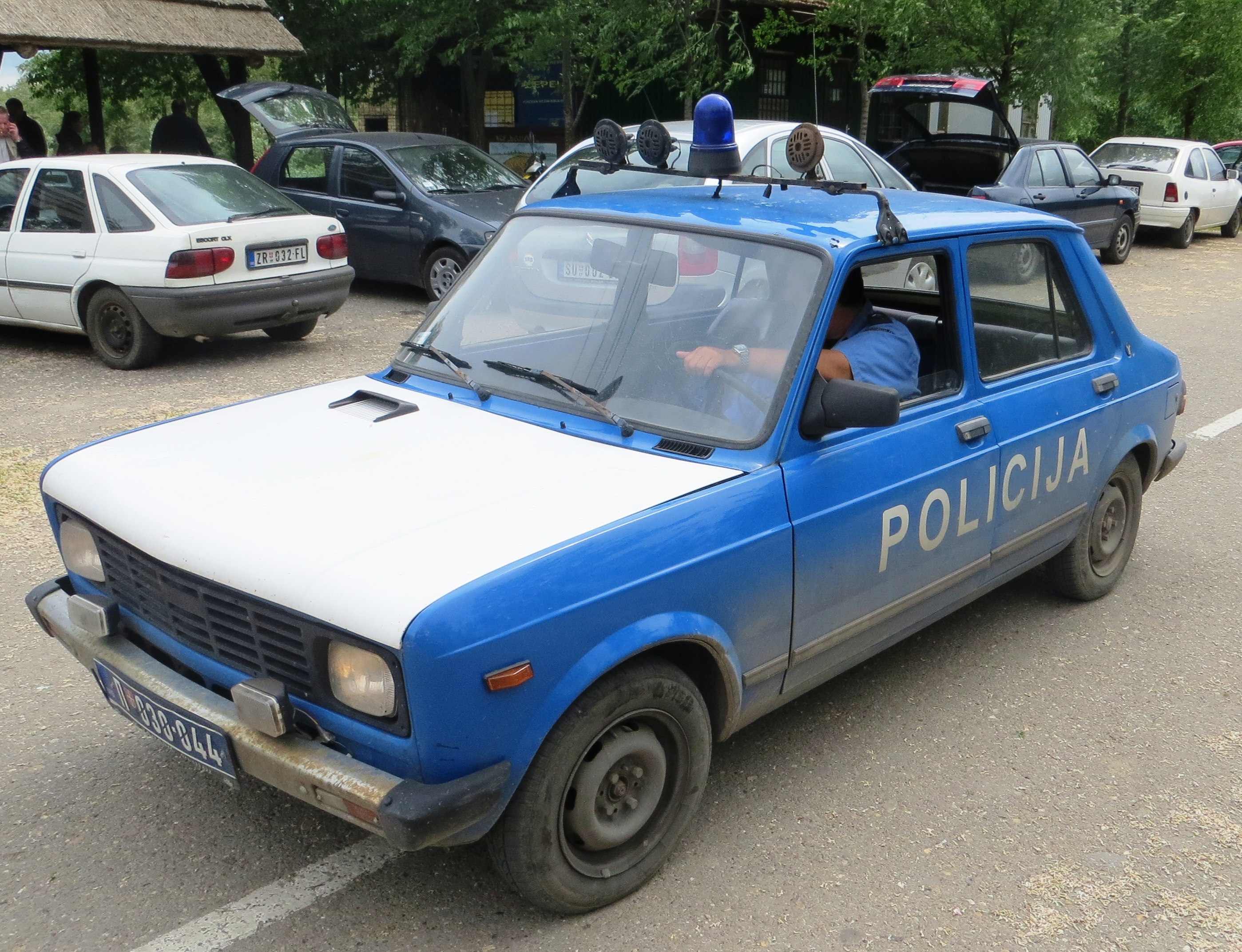
Zastava Skala
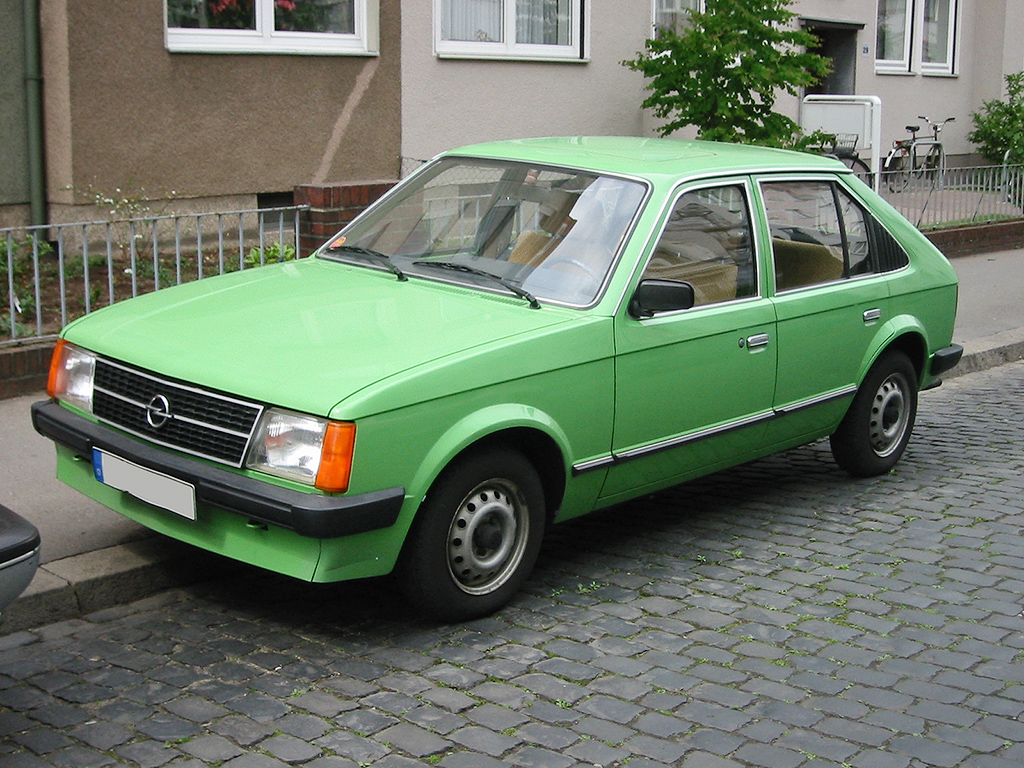
IDA-Opel Kadett D
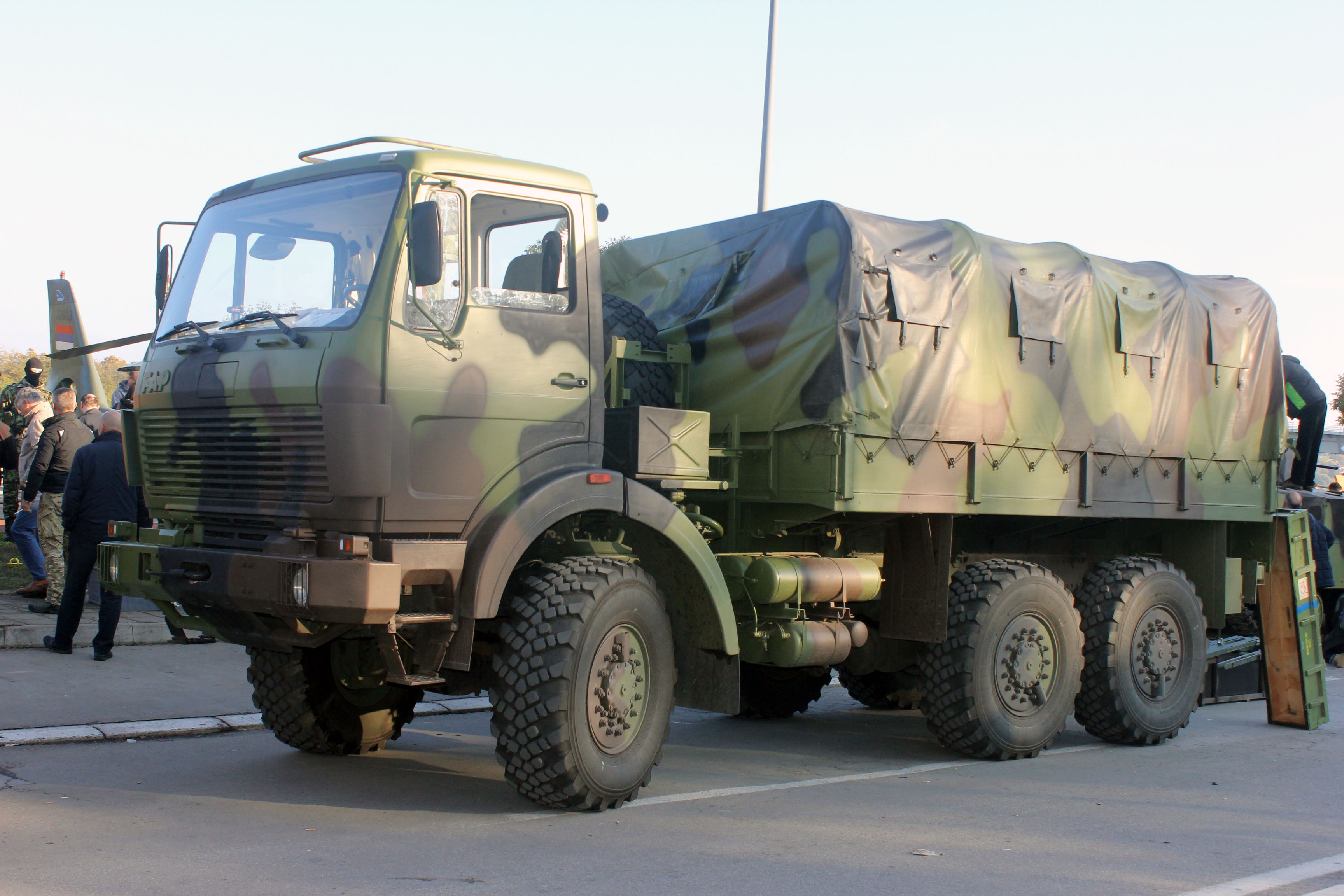
FAP 2228

### Соціалістична республіка Словенія

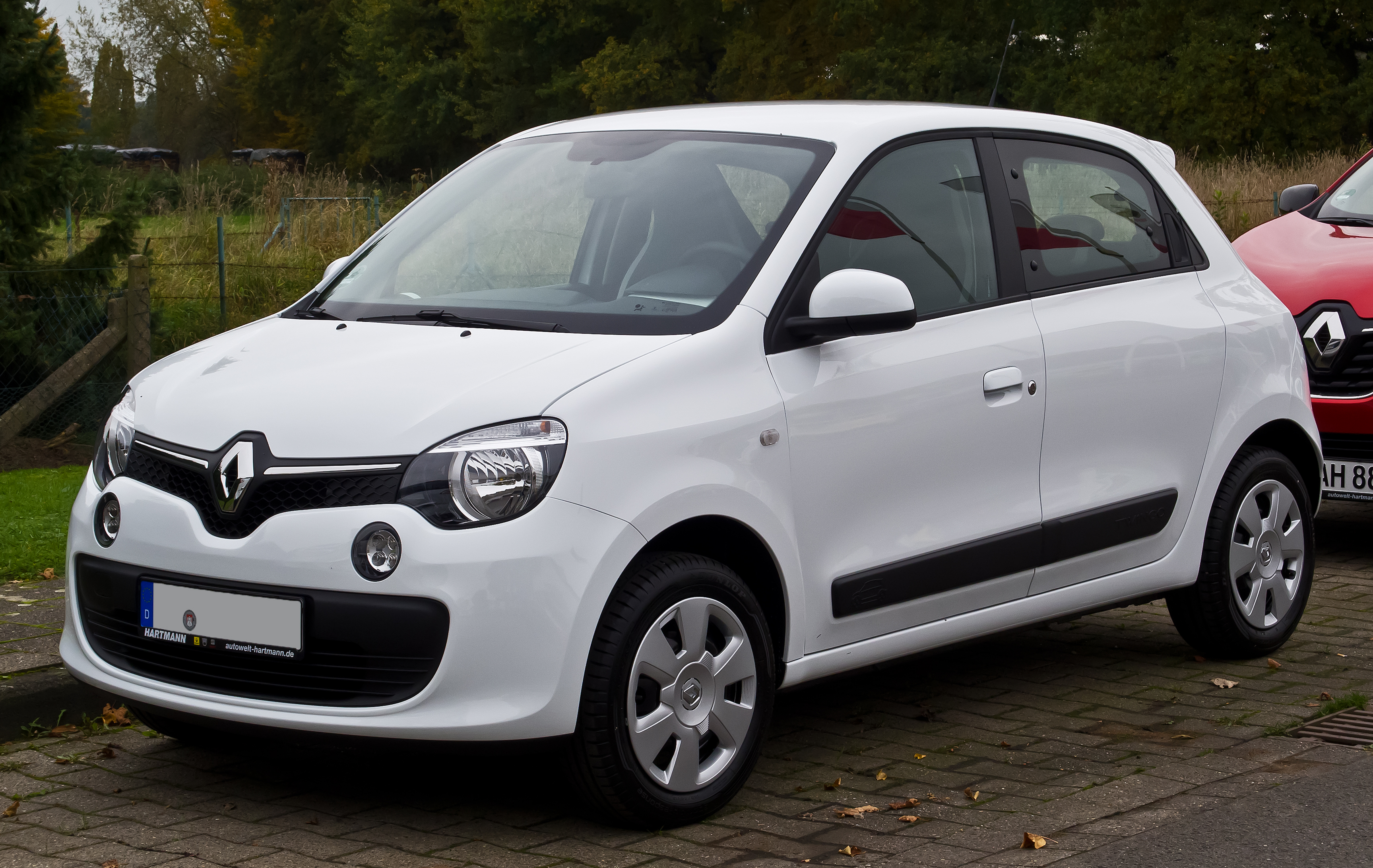
Renault Twingo (Renault Slovenia)

Cimos D.D. — словенська машинобудівна компанія, розташована в місті Копер.
Industrija Motornih Vozil (IMV) — колишня югославська автомобілебудівна компанія, розташована в місті Ново Место, Словенія. Нині належить концерну Renault.
Litostroj Steel Ltd. — словенська машинобудівна компанія, розташована в місті Любляна.
Tovarna avtomobilov Maribor (TAM) був югославським, пізніше словенським виробником комерційних автомобілів, що базувався в місті Марібор.
Revoz DD (Renault Slovenia) є автоскладальною і виробничою компанією. Це єдина словенська компанія, яка досі виробляє автомобі для фірми Renault.

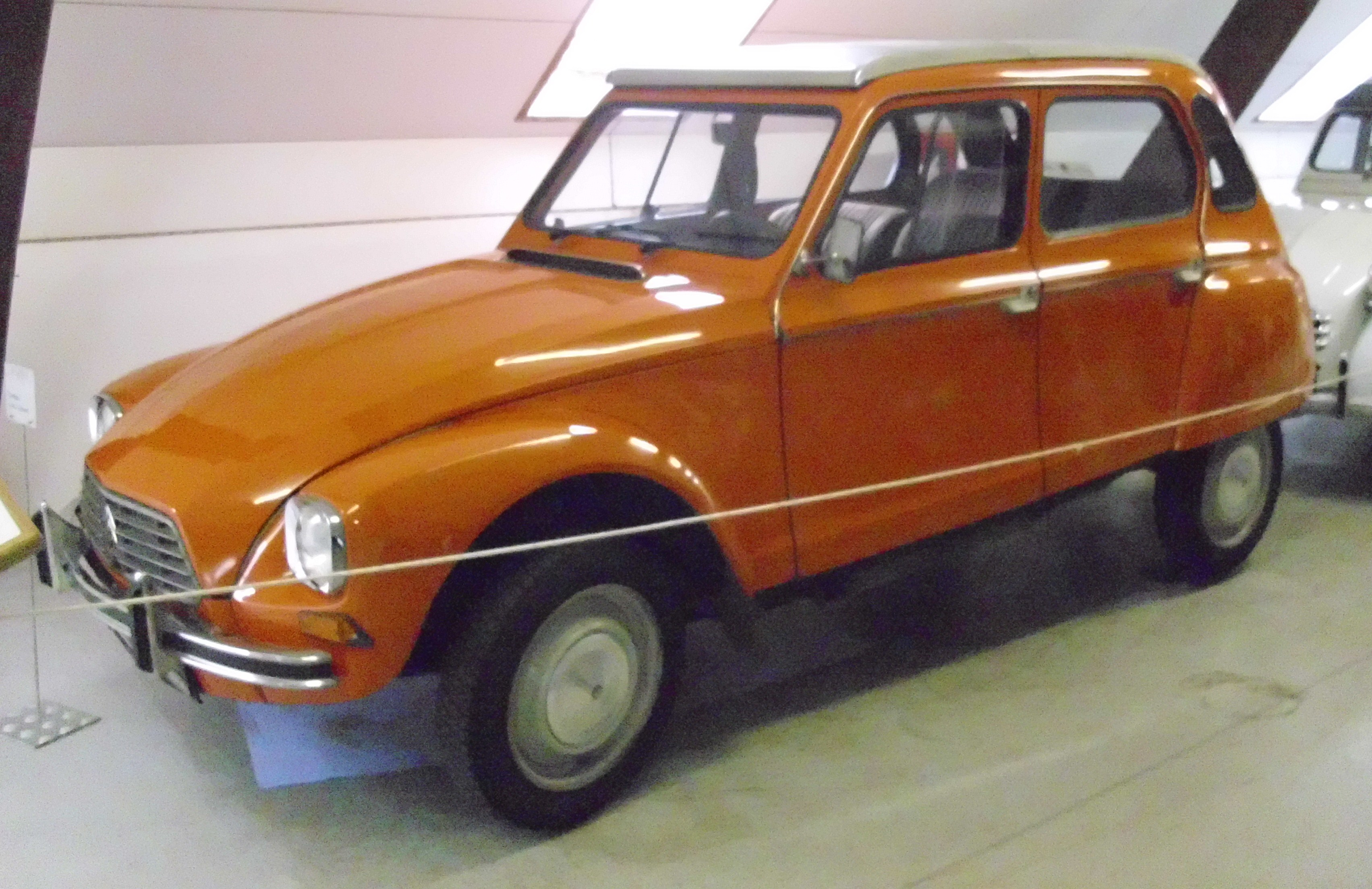
Citroën Dyane (Cimos)
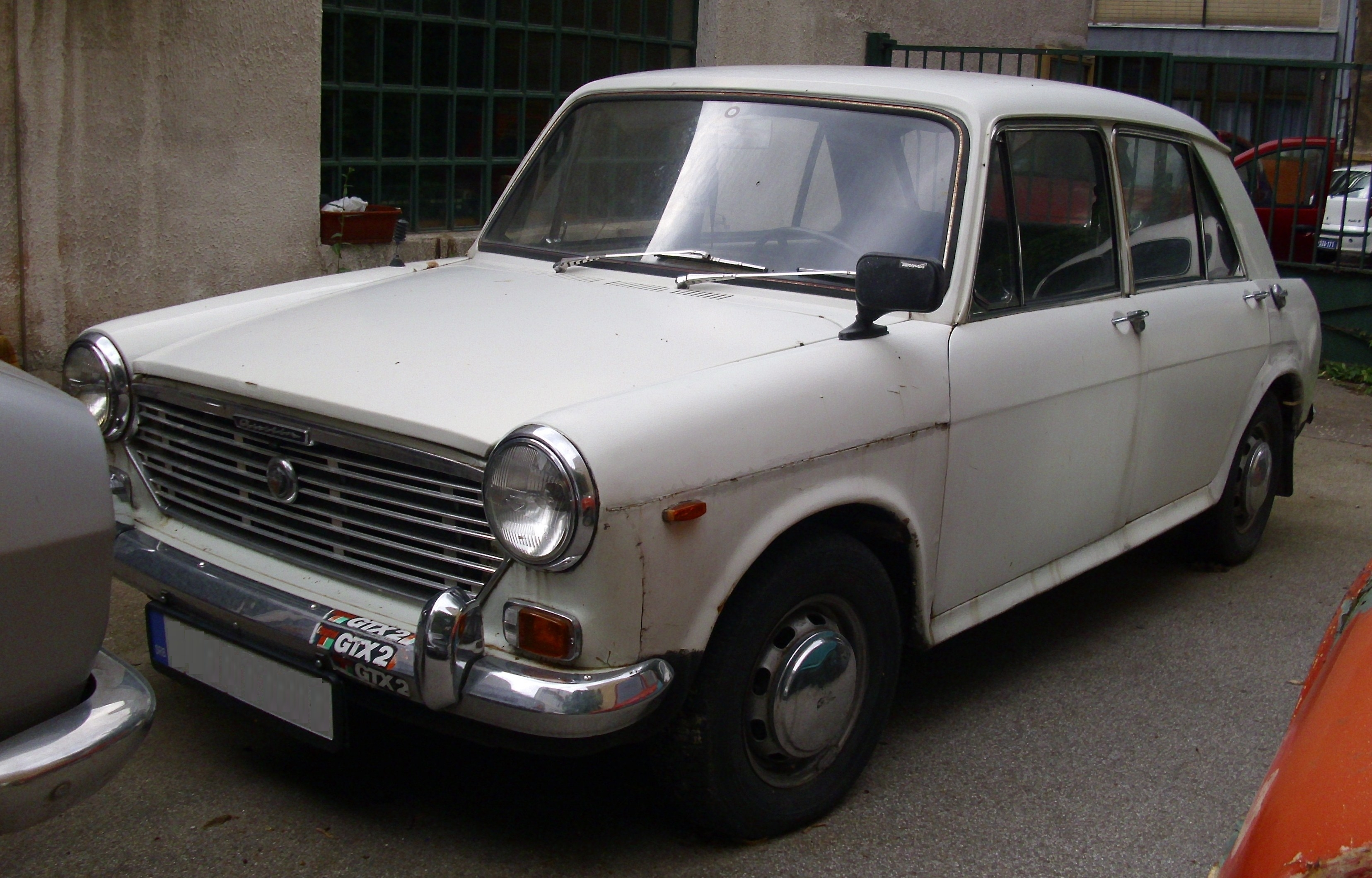
Austin 1300 (IMV)
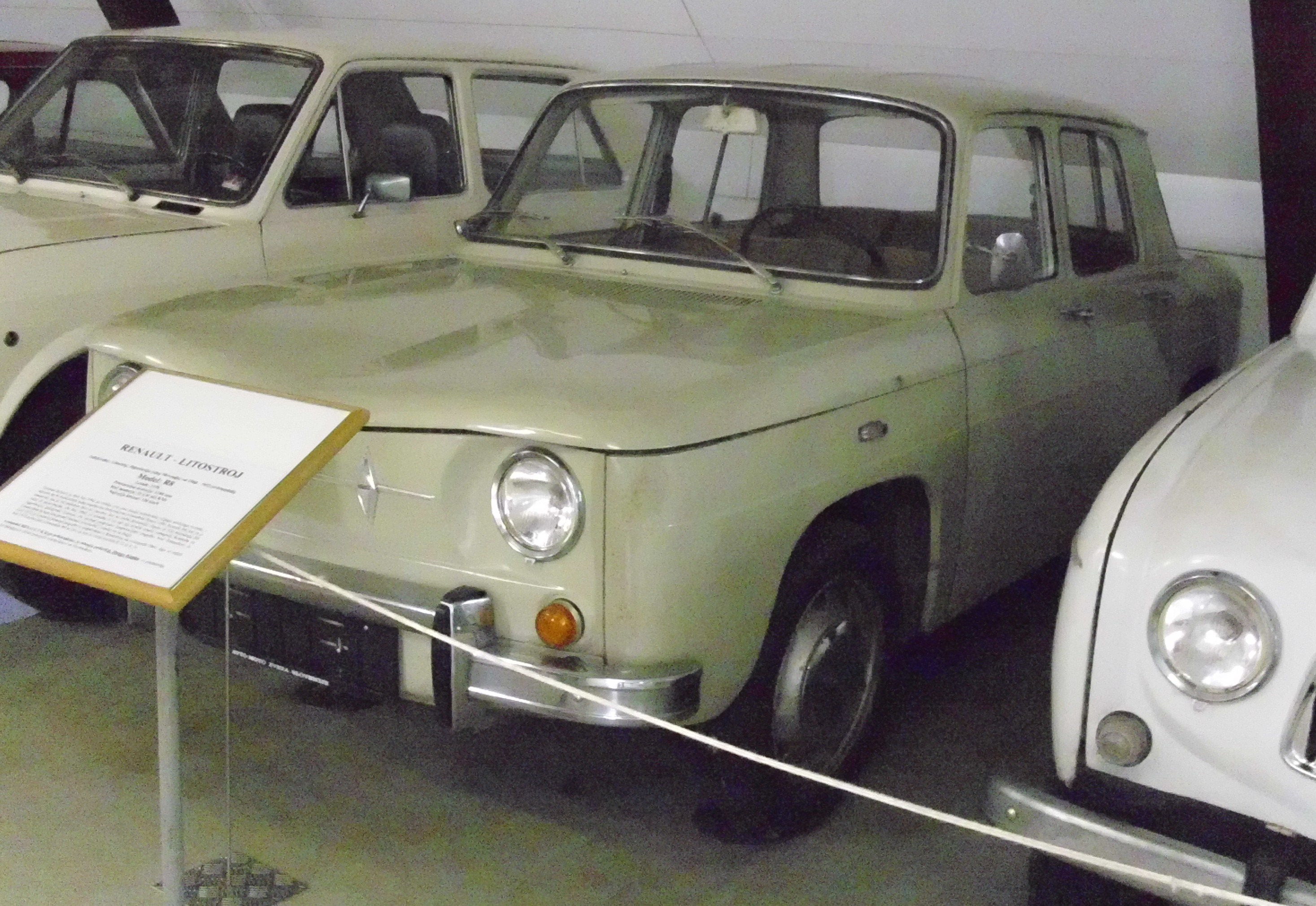
Renault 8 (Litostroj)
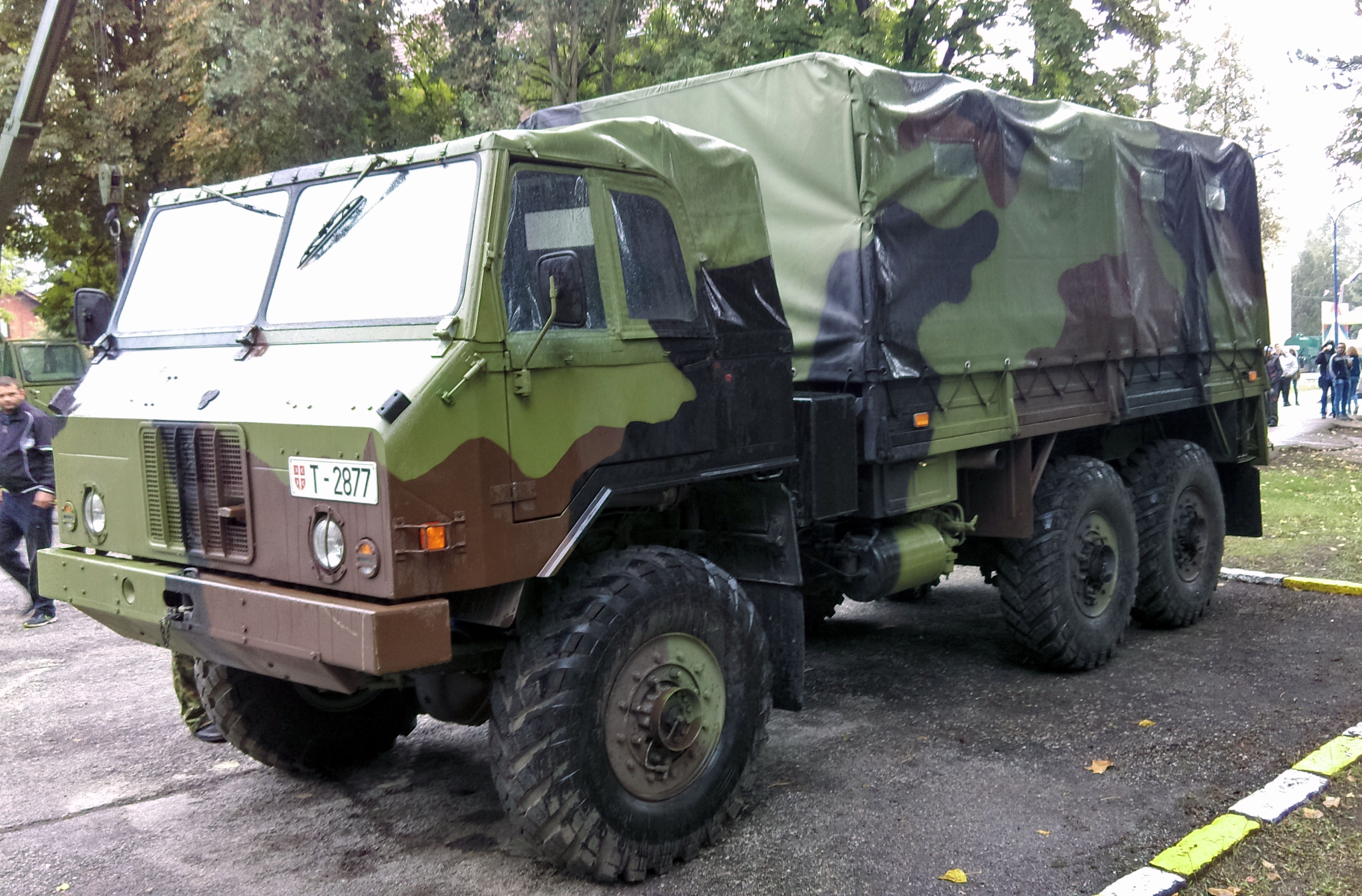
TAM-150

### Соціалістична республіка Хорватія

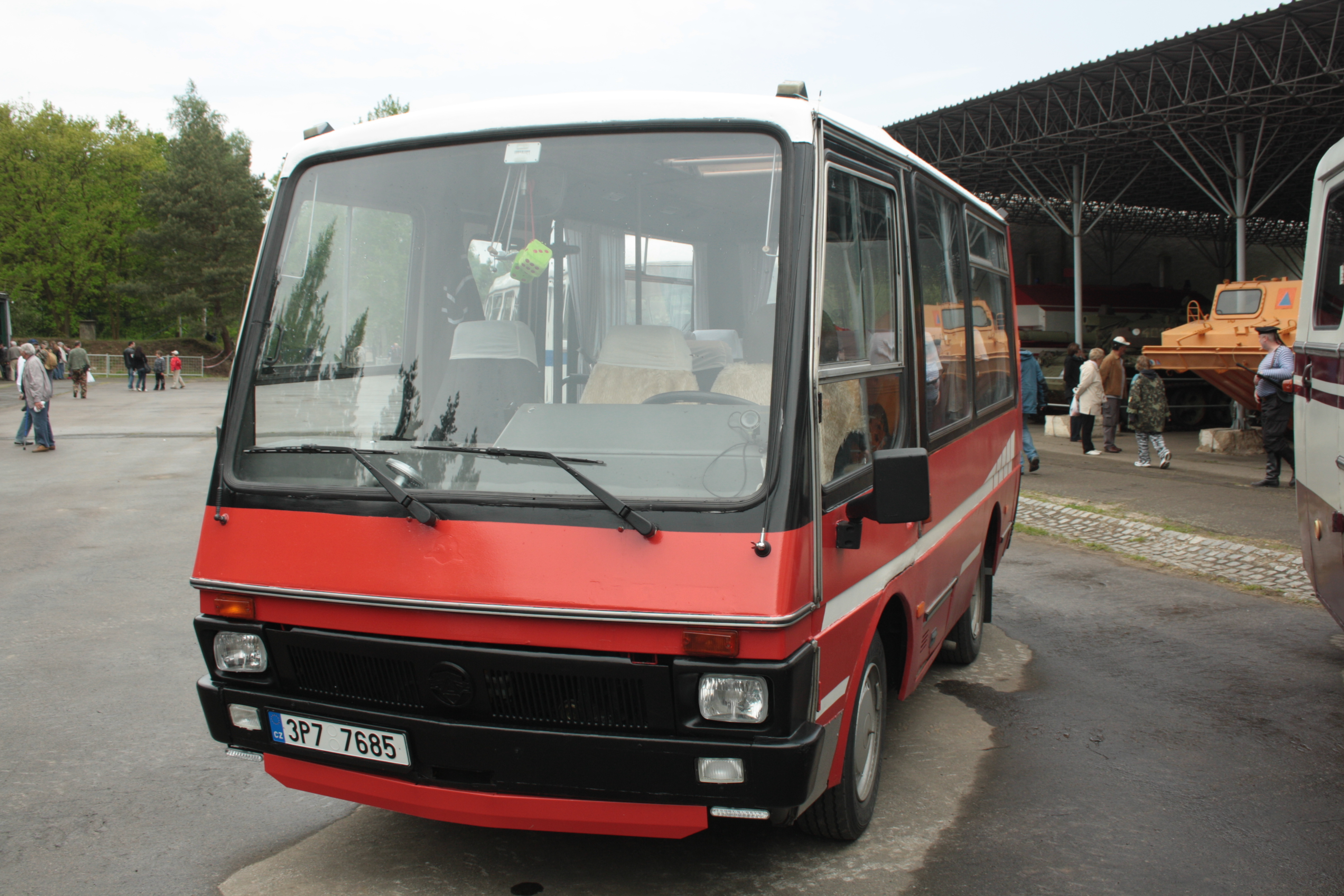
TAZ Neretva

Між і після двох світових воєн з'явилося кілька автомобільних компаній і заводів: Tvornica motora Zagreb (TMZ) і Tvornica Autobusa Zagreb (TAZ), обидві базувались в Загребі.
Tvornica Autobusa Zagreb почала виробництво автобусів і вантажівок в 1930 році. У 1980 році на заводі працювало 1,200 осіб і виробляли у середньому 500—600 транспортних засобів (до 900), а автобуси експортувалися до Китаю, Фінляндії, Великої Британії, Єгипту та інших країн. Компанія також випускала мотоцикли, поки не збанкрутувала в 2000 році.
Інші компанії, такі як Đuro Đaković виробляли військову техніку, наприклад, танк M-95 Degman та бронетранспортер LOV-1. Компанія також виробляла бронетранспортер Patria AMV за ліцензією.
Два найвідоміші сучасні виробники автомобілів у Хорватії є DOK-ING та Rimac Automobili, тоді як Crobus виробляє автобуси.

## Виробники
Боснія і Герцеговина

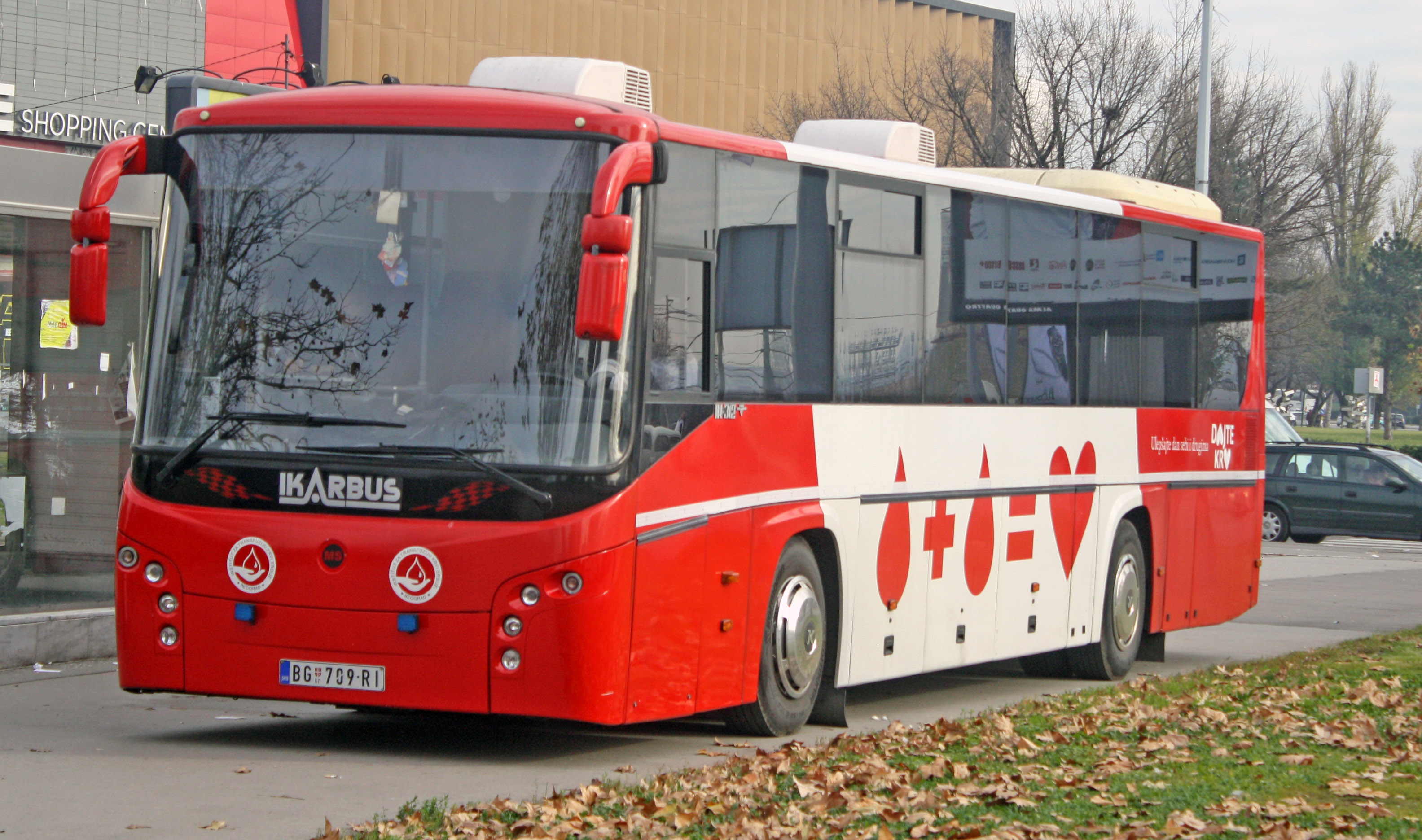
Ikarbus IK 312

- Preduzeće Tito Sarajevo (Pretis, NSU-Pretis)
- Tvornica Automobila Sarajevo (TAS).

Македонія
- Sanos (FAS Sanos)

Сербія
- Bus industries Kragujevac (BIK)
- Fabrika automobila Priboj (FAP)
- Fiat Automobili Srbija
  - Zastava Special Cars
  - Zastava Trucks
- Ikarbus
- Zastava
- Neobus
- IDA-Opel

Словенія
- Cimos
- Litostroj
- Tomos
- Industrija Motornih Vozil (IMV)
- Tovarna avtomobilov Maribor (TAM)
- Revoz (Renault Slovenia)

Хорватія
- Rimac Automobili
- DOK-ING
- Đuro Đaković
- Crobus
- Tvornica Autobusa Zagreb (TAZ)
- IPIM

## Обсяг виробництва за роками
| Рік  | Обсяг виробництва |
| ---- | ----------------- |
| 1950 | 1,000             |
| 1960 | 16,000            |
| 1970 | 124,000           |
| 1980 | 278,000           |
| 1988 | 318,300           |
| 1990 | 239,000           |